# Chico Resch
Glenn Allan Resch detto Chico (Moose Jaw, 10 luglio 1948) è un ex hockeista su ghiaccio canadese naturalizzato statunitense.

## Carriera
Ha giocato, nella National Hockey League, per i New York Islanders, i Colorado Rockies, i New Jersey Devils e i Philadelphia Flyers, fra il 1973 ed il 1986. È uno degli attuali commentatori sportivi dei New Jersey Devils.